# Granville (Ohio)
Granville es una villa ubicada en el condado de Licking en el estado estadounidense de Ohio. En el Censo de 2010 tenía una población de 5646 habitantes y una densidad poblacional de 463,42 personas por km².

## Geografía
Granville se encuentra ubicada en las coordenadas 40°3′25″N 82°30′16″O / 40.05694, -82.50444. Según la Oficina del Censo de los Estados Unidos, Granville tiene una superficie total de 12.18 km², de la cual 12.11 km² corresponden a tierra firme y (0.62%) 0.08 km² es agua.

## Demografía
Según el censo de 2010, había 5646 personas residiendo en Granville. La densidad de población era de 463,42 hab./km². De los 5646 habitantes, Granville estaba compuesto por el 91.87% blancos, el 2.13% eran afroamericanos, el 0.11% eran amerindios, el 3.58% eran asiáticos, el 0% eran isleños del Pacífico, el 0.64% eran de otras razas y el 1.68% pertenecían a dos o más razas. Del total de la población el 2.73% eran hispanos o latinos de cualquier raza.